# Bratteli Ridge
Bratteli Ridge  ist ein Gebirgskamm im Norden von Südgeorgien im Südatlantik. Er ragt zwischen dem Shackleton Valley und dem Hansen Valley auf und erstreckt sich vom Harbour Point in nordwestlicher Richtung. Der Gebirgskamm beinhaltet zwei 476 bzw. 520 m hohe Gipfel
Das UK Antarctic Place-Names Committee benannte ihn 2013. Namensgeber ist der norwegische Politiker Trygve Bratteli (1910–1984), zweimaliger Ministerpräsident Norwegens, der sein Berufsleben zwischen 1926 und 1927 auf der Walfangstation Leith Harbour begonnen hatte.